# Monica Lewinsky
Monica Samille Lewinsky (San Francisco, 1973. július 23. –) amerikai aktivista, tévés személyiség, aki 1995. és 1996. között dolgozott a Fehér Házban. Neve a Lewinsky-ügy kapcsán vált ismertté.

## Gyermekkor és tanulmányok
Monica Samille Lewinsky Kaliforniában San Franciscoban született. Egy gazdag családban nőtt fel Los Angeles Westside Brentwood és Beverly Hills körzetében.
Szülei Bernard Lewinsky (onkológus) és Marcia Kaye Vilensky, Európából menekült zsidó családok leszármazottai, akik a 80-as évek második felében elváltak. Monica a Pacific Hills Schoolban érettségizett 1991-ben. Főiskolai diplomát pszichológiából szerzett a Lewis & Clark College-ban 1995-ben.

## Washingtoni évek
Családi kapcsolatait kihasználva 1995 júliusában Washingtonban nyári fizetés nélküli munkát vállalt a Fehér Házban. Decembertől kapott teljes állást a White House Office of Legislative Affairs-ban. Lewinsky állítása szerint  1995. november és  1997. március között kilencszer volt szexuális jellegű kapcsolata Clinton elnökkel.
1996 áprilisában a főnökei Lewinskyt áthelyezték a Pentagonba, mert úgy érezték, hogy túl sokat tartózkodik az elnök környezetében. Monica egy Linda Tripp nevű munkatársának ekkor beszámolt az elnöki szobákban történtekről. Linda Tripp 1997 szeptemberétől rögzítette a Lewinsky és Clinton elnök afférjáról szóló telefonbeszélgetéseiket.